# Natasja Jensen
|  | Denne artikel er oprettet af botten Steenthbot ud fra en ekstern database. Den kan derfor have sproglige fejl eller mangler. Denne skabelon kan fjernes efter kontrol af indholdet. |

Natasja Jensen er en dansk kortfilm fra 2014 instrueret af Emil Falke og Simone Jørgensen.

## Handling
Det er sommer, og Natasja fordriver tiden. Hun dagdrømmer og har svært ved at falde til rette i den voksne verden. Hun er hverken god til at varetage et sommerjob eller håndtere en kollegas varme følelser. I stedet går hun i biografen og drømmer om at blive skuespiller en dag.

## Medvirkende
- Natasja Juul, Natasja Jensen
- Andreas Holm Dittmer
- Charlotte Uldahl
- Marina Vorobyever